# Мосульская операция
Мосульская операция — наступательная операция русского 1-го Кавказского кавалерийского корпуса (бывш. Экспедиционный кавалерийский корпус) и частей 7-го Кавказского армейского корпуса (бывш.  Азербайджано - Ванский отряд) с февраля по июль 1917 года в Западном Иране и Восточной Месопотамии в ходе Персидской кампании Первой мировой войны.

## Действия корпуса Баратова
Пополнив осенью — зимой 1916/1917 свои части за счет подкреплений, переброшенных из Туркестанского ВО, в феврале 1917 1-й Кавказский кавалерийский корпус, пользуясь тем, что успешное наступление англичан в Южной Месопотамии заставило турок перебросить туда основные силы 6-й армии, также перешел в наступление.
Главнокомандующий Кавказской армией великий князь Николай Николаевич поставил задачу совместно с частями 7-го Кавказского армейского корпуса нанести удары на Мосульском направлении и обеспечить левый фланг основного фронта армии.
Несмотря на то, что горные проходы еще были занесены снегом, корпус Баратова перешел в наступление по трем направлениям: основными силами на Хамадан, правым флангом в Курдистане на Сенендедж и Биджар, левым — на Довлетабад. Турки, оставившие против русских заслон из 2-й пехотной дивизии и конной бригады, начали поспешное отступление. 17 февраля (2 марта) русские заняли Хамадан, 20 февраля (5 марта) Сенендедж.
23 февраля (8 марта) войска вышли к последней позиции турок в 20 км перед Керманшахом, и атаковали противника, оборонявшего мост возле селения Бисетунграм (Бисотун), рядом с ущельем, где находится Бехистунская надпись.
25 февраля (10 марта) от противника был очищен весь район Керманшаха. На следующий день англичане вошли в Багдад, а 7 (20) марта заняли Баакубу.

## Действия отряда Назарова
Для содействия наступлению Баратова и отвлечения части турецких сил с английского фронта из состава 7-го Кавказского армейского корпуса в конце февраля был выделен отряд генерала Назарова (2 армянских стрелковых батальона, 18 эскадронов и сотен) с задачей овладеть районом Пенджвина и действовать на Сулейманию и Мосул. Отряд продвигался из района Урмии по гористой территории Иранского Курдистана, разоренной войной и имевшей мало дорог. Пути были занесены снегом на глубину 4—6 метров, и пехоте приходилось прокладывать в нем траншеи, а конница вела лошадей в поводу. Вьючные транспорты проходили в день всего по 5 км, ночевать приходилось в вырытых в снегу норах. В таких условиях отряд 10 (23) марта достиг Бане, после чего был вынужден приостановить движение.

## Выход в Месопотамию
6 (19) марта 1-я Кавказская казачья дивизия, продвигаясь по Миантагскому ущелью в районе Касре-Ширина, начала атаки укрепленной позиции 2-й дивизии, запиравшей выход из горной теснины, прикрывая фланг и тыл отступающей 6-й армии. Из-за того, что пехота и артиллерия значительно отстали, русским удалось взять Миантаг только 17 (30) марта.
7 (20) марта князь Баратов был заменен на посту командира корпуса генерал-лейтенантом А. А. Павловым. 22 марта (4 апреля) русская конница заняла Ханакин и вела бой с турками у Декке на переправе через Диялу, по правому берегу которой части 6-й армии отходили на Сулейманию. Англичане, сбивая турецкие арьергарды, 12 (25) марта взяли Джеас-Хамрин. Для связи с британцами в Кызил-Рабат была направлена казачья сотня. Кроме этого, в начале апреля со штабом генерала Ф. С. Мода была установлена радиосвязь. 24 марта (6 апреля) турки разрушили мост у Декке и заняли сильную позицию на правом берегу реки.
Заняв позицию к западу от Ханакина, русские части (ок. 3 тыс. чел.) испытывали сильную нехватку продовольствия, так как коммуникации с Энзели растянулись на 800 км. Англичане категорически отказались поделиться имевшимися у них в изобилии припасами, и посоветовали русским преследовать турок в направлении на Кифри. В начале апреля, достигнув Диялы, русские и англичане прекратили преследование турок.

## Планы наступления
Для развития операций на Месопотамском фронте предполагалось между 7-м и 1-м корпусами ввести еще один для действий на Сулейманию, а в районе Кереджа, в 40 км к западу от Тегерана, сформировать особый тыловой корпус, чтобы затем из этих частей образовать 2-ю Кавказскую армию во главе с Баратовым. Эти замыслы остались неосуществленными из-за прогрессировавшего разложения русской армии.
28 марта (10 апреля) начальник британского генштаба генерал Робертсон предложил русским наступать на Мосул, чтобы англичане могли сосредоточиться на действиях в долине Тигра. Из-за общего состояния войск и плохого снабжения эту операцию пришлось отложить. Генерал Мод выражал резкое недовольство пассивностью союзника, и предложил организовать снабжение русского отряда, если тот перейдет в наступление, но командующий Кавказским фронтом генерал Н. Н. Юденич высказался против продолжения Мосульской операции.
К весне 1917 русские войска на Кавказе понесли катастрофические потери от голода и болезней, только с 1 по 18 апреля от цинги и тифа из строя выбыло 30 тыс. чел., и удерживать позиции удавалось только потому, что у турок дела шли не лучше. Тем не менее Ставка под давлением Временного правительства настаивала на наступлении. 31 мая (13 июня) Юденич, предлагавший отвести войска назад к базам снабжения, был заменен генералом М. А. Пржевальским, а 7 (20) июня Баратов был возвращен на пост командира корпуса.

## Июньское наступление
Наступательным действиям препятствовали крайне тяжелые природные условия. К началу июня температура воздуха на Месопотамской равнине достигла 68 °C при знойном ветре. У русских не было специальной экипировки, в частях, находившихся в малярийном районе Диялы заболеваемость достигала 80%. Командованию пришлось оставить в этом районе всего две сотни для наблюдения за турками и связи с англичанами, а остальные силы отвести в горные районы Персии.
Для проведения операции части 7-го Кавказского армейского корпуса сосредоточились у Саккиза, а 1-й Кавказский должен был наступать от Сенендеджа на Пенджвин — Сулейманию — Киркук. Основной проблемой было отсутствие подножного корма, так как к лету солнце полностью выжигает траву в месопотамских предгорьях. Другой проблемой было падение курса рубля в Персии и отсутствие в войсках местной валюты. Англичане предложили предоставить кредит в фунтах, но взамен требовали отставки несговорчивого Баратова, на что русское командование не согласилось. Курды начали нападения на русские части, а персидское правительство требовало вывода войск.
7-й корпус начал наступление 10 (23) июня, 1-й кавалерийский — 13-го (26-го). Вначале оно развивалось успешно. В Урмийском районе части Курдистанского отряда (3-я Кубанская казачья дивизия, полки пограничников и Туркестанские стрелки) в упорных боях 10—11 (23—24) июня отбросили турок к Руанскому перевалу, 17 (30) июня овладели позицией на хребте Каран-Севериз, а 18 июня (3 июля) взяли Пенджвин. На этом участке русским противостояли 3—4 тыс. турок, 4 тыс. курдов и 2 тыс. персидских жандармов и сарбазов.
22 июня (5 июля) турки контратаковали и угрозой обхода вынудили русских вернуться в исходное положение. Англичане наступление не поддержали. 23 июня (6 июля) командир Курдистанского отряда начальник 3-й Кубанской казачьей дивизии полковник Н. А. Горбачев, лично руководивший боем, погиб, отбивая четвертую контратаку турок.

## Планы осеннего наступления
В ожидании осеннего контрнаступления турок англичане предложили нанести новый удар на Мосульском направлении на Киркук силами 14 тыс. бойцов с 6 тыс. лошадей, и были готовы организовать снабжение на Дияле. Левое крыло 4-го Кавказского корпуса должно было овладеть районом Битлиса и наступать на юг от города Ван, чтобы отвлечь часть сил противника от Мосульской группы. Сами британцы рассчитывали выйти на Малый Заб, а частью сил даже на Большой Заб. Операция была намечена на конец октября, но 5-го (18-го) Ставка, исходя из плачевного состояния войск и тыла предложила перенести её на весну 1918. Кавказскому фронту ставилась задача удерживать позиции и, по возможности, содействовать продвижению англичан в долине Тигра.

## Ликвидация Кавказского фронта
До конца года происходили незначительные стычки, а 4 (17) декабря командование Кавказского фронта заключило перемирие с турками в Эрзинджане, и к весне русская армия фактически перестала существовать, без боя сдав не только Эрзурум и Трапезунд, но даже Карс и Ардаган. Некоторые части 1-го Кавказского кавалерийского корпуса (добровольческий отряд Л. Ф. Бичерахова) сохранили боеспособность, и последние боевые операции проводили уже после формальной ликвидации корпуса, в июне 1918, действуя в качестве авангарда британских экспедиционных сил (Данстерфорса).